# 棗陽市
棗陽市（そうよう-し）は中華人民共和国湖北省襄陽市に位置する県級市。

## 行政区画
- 街道:北城街道、南城街道、環城街道
- 鎮:琚湾鎮、七方鎮、楊壋鎮、太平鎮、新市鎮、鹿頭鎮、劉升鎮、興隆鎮、王城鎮、呉店鎮、熊集鎮、平林鎮